# Циркумфлекс
Циркумфле́кс (от лат. circumflexus — «изогнутый вокруг»), в просторечье домик или крышечка, также встречается название ка́рет — диакритический знак в виде уголка, направленного вверх. Этим же названием официально называется символ ASCII с кодом 5E16 — ^.

## Употребление

### В диакритике
- Во французском языке («сирконфлекс») ставится над гласной и обозначает некогда произносившийся, но впоследствии выпавший согласный звук (обычно «s»), долгое время обозначавшийся «немой» буквой: tête < teste. Обозначает открытое «е» [ε].
- В португальском языке ставится над гласными â, ê, ô и обозначает их закрытое произношение под ударением, например, в слове você, а также для различия омонимов (глагола pôr от предлога por).
- В турецком языке факультативно ставится над гласными â, î, û ; буквы с таким знаком (â, î, û) самостоятельными буквами алфавита не считаются. Этот знак служит для обозначения долгот гласных в словах арабского и персидского происхождения, а также зачастую палатализованного («смягчённого») произношения предшествующего такой гласной согласного звука (g, k, l) — подобно тому, как «йотированные» гласные используются в русской кириллице для обозначения «мягкости» предшествующего согласного. Так, слово İsyankâr (бунтарь), в котором присутствует знак â, звучит как «исьянкяр».
- В словацком языке ставится над гласной о (которая при этом выглядит как ô), и читается как «уо». Так, слово stôl (стол) звучит как «стуол».
- В алфавите эсперанто существует 5 согласных букв с циркумфлексом: ĉ, ĝ, ĥ, ĵ, ŝ, которые читаются соответственно [t͡ʃ] , [ʤ], [х], [ʒ] и [ʃ].
- В румынском языке существует 2 гласных буквы с циркумфлексом: â и î, обозначающих звук «ы».
- В валлийском языке используется для обозначения долготы гласных.
- В курдском алфавите есть три буквы с циркумфлексом.
- В инари-саамском и колтта-саамском алфавитах есть буква с циркумфлексом (Ââ).
- В проекте международного алфавита Ф. В. Езерского указывает на долготу гласной.

### В математике и физике
- Знак применяется для обозначения математических операторов.
- В статистике может обозначать величину, полученную в результате подстановки экспериментальных данных в модель, в отличие от необработанных данных и фактического значения скрытой величины: {\displaystyle \sum _{i}({\hat {y}}(x_{i})-y_{i})^{2}\to \min _{{\hat {a}},{\hat {b}}}}, где {\displaystyle {\hat {y}}={\hat {a}}x+{\hat {b}}} (линейная регрессия).
- В физику знак вошёл с развитием квантовой механики, где также используется для обозначения операторов, например, {\displaystyle {\hat {p}}} — оператор импульса, {\displaystyle {\hat {H}}} — гамильтониан системы. В настоящее время в физических текстах знак оператора нередко опускают, чтобы не загромождать формулу.[источник не указан 1791 день]

## Циркумфлекс в ASCII
Для поддержки языков, использующих диакритизованную латиницу, во второй редакции ASCII наряду с некоторыми другими диакритическими знаками был добавлен и циркумфлекс. Как и прочие символы ASCII, он не комбинируется с предыдущим символом автоматически — для этого его требуется предварять управляющим символом Backspace. Циркумфлекс занял кодовую позицию 0x5E, где в первой редакции ASCII размещался символ «стрелка вверх» (↑). Такая замена вызвала критику со стороны разработчиков ПО, на что Джон Литтл (член комитета X3.2, занимавшегося разработкой ASCII) предложил изображать стрелку, комбинируя циркумфлекс с вертикальной чертой (|). Впрочем, терминалы тех лет плохо поддерживали наложение символов при помощи Backspace, поэтому циркумфлекс, который имелся на клавиатуре и мог быть выведен любым терминалом с поддержкой ASCII, стал использоваться как самостоятельный символ, заменяющий стрелку (например, в некоторых языках программирования, где он может означать возведение в степень, побитовое исключающее «или», разыменование указателя и т. д.). В таком виде он используется и по сей день.
Распространено обозначение этого символа «карет» из-за его схожести с корректурным знаком «карет» (‸), имеющим код U+2038 в Юникоде. В частности, способ записи управляющих символов ASCII с использованием данного символа получил название «каретная нотация».